# 马克尔斯多夫-海因多夫
马克尔斯多夫-海因多夫是奥地利下奥地利州圣帕尔滕兰县的一个市镇。总面积16.67平方公里，总人口1922人，人口密度115.3人/平方公里（2005年）。